# Zusamaltheim
Zusamaltheim è un comune tedesco di 1 308 abitanti, situato nel land della Baviera.